# Control: The Remixes
Control: The Remixes (conosciuto anche come More Control nel mercato giapponese) è il primo album di remix della cantante statunitense Janet Jackson, pubblicato nel 1987 in seguito al successo dell'album in studio Control.

## Tracce

### Europa
1. Control (Video Mix) – 6:02
2. Nasty (Extended) – 6:07
3. Nasty (Cool Summer Mix Pt. 1) – 7:57
4. What Have You Done for Me Lately (Extended Mix) – 6:57
5. When I Think of You (Extra Beats) – 2:01
6. When I Think of You (Dance Mix) – 6:24
7. Control (Acappella) – 3:56
8. Let's Wait Awhile (Remix) – 4:36

### Regno Unito
1. Control (Video Mix) – 6:02
2. When I Think of You (Dance Mix) – 6:24
3. The Pleasure Principle (Long Vocal) – 7:23
4. What Have You Done for Me Lately (Extended Mix) – 7:00
5. Nasty (Cool Summer Mix Pt. 2) – 10:09
6. Let's Wait Awhile (Remix) – 4:30
7. Nasty (Cool Summer Mix Pt. 1) – 7:57
8. The Pleasure Principle (12" Dub) – 4:19

### Giappone
1. What Have You Done for Me Lately (Extended Mix) – 7:00
2. Nasty (Extended Mix) – 6:00
3. When I Think of You (Dance Remix) – 6:25
4. Control (Extended Version) – 7:33
5. What Have You Done for Me Lately (Dub Version) – 6:35
6. Nasty (Cool Summer Mix Pt. 2) – 10:09
7. When I Think of You (Instrumental) – 4:00
8. Control (Video Mix) – 6:02
9. Let's Wait Awhile (Remix) – 4:30